# Caviar

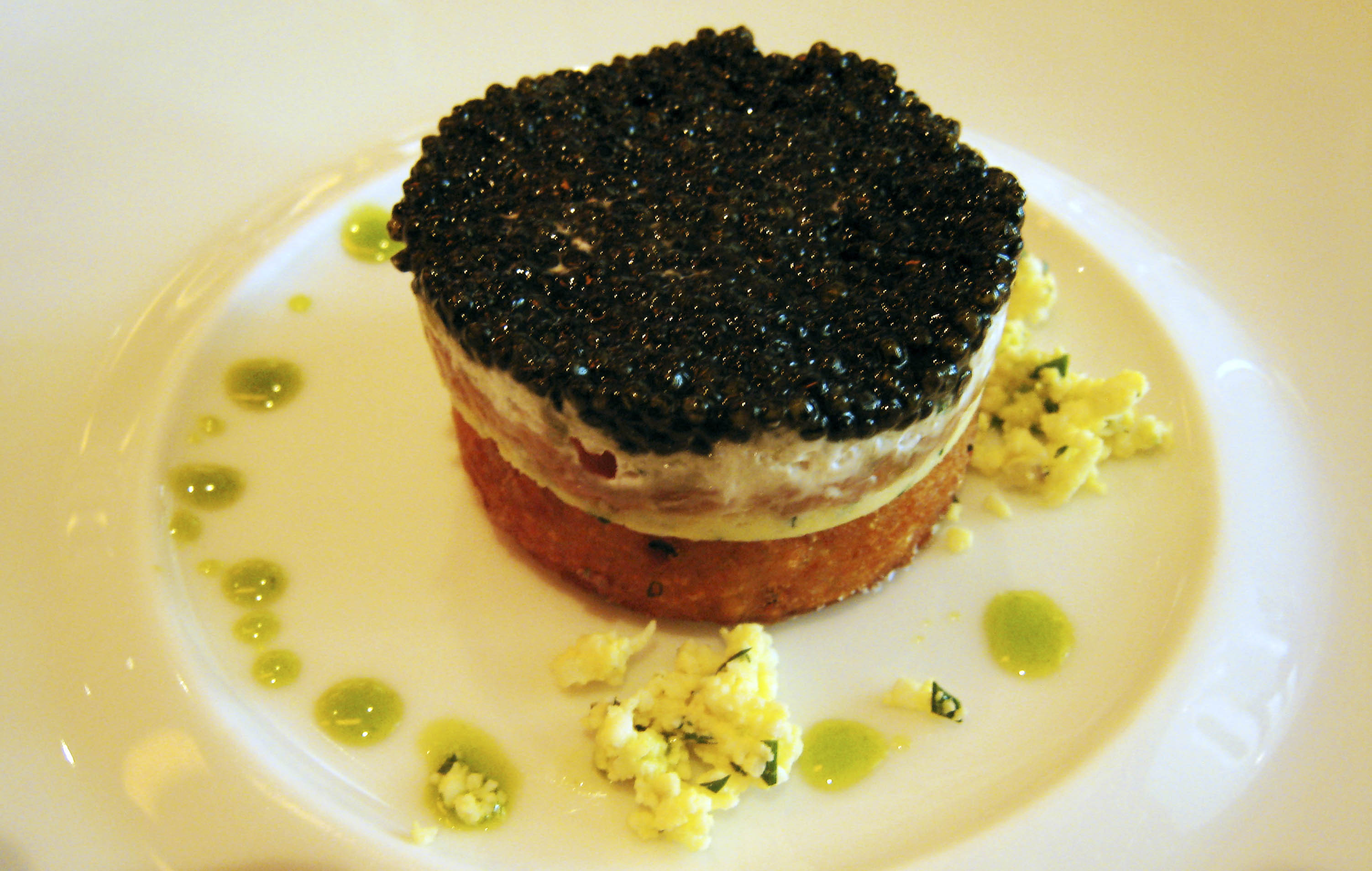
Caviar

Caviarul este un produs alimentar obținut din icrele peștilor din familia Acipenseridae.
În mod tradițional termenul de „caviar” se referă doar la icrele sturionilor din Marea Neagră și din cea Caspică (caviarii Beluga, Ossetra și Sevruga), dar în anumite țări este folosit pentru a descrie și alte tipuri de icre de pește (chefal sau ton), precum și pentru icrele altor specii de sturioni.
În funcție de aromă, consistență sau culoare prețul caviarului poate ajunge până la 35 de dolari per gram sau 1.000 de dolari per uncie. Fiind considerat o delicatesă de lux, încă din timpul Imperiului Roman, acesta se servește ca garnitură sau ca aperitiv.
Caviarul este un aliment sensibil ce trebuie păstrat la rece de la obținere până la momentul consumului, putând fi consumat fără a fi gătit în vreun fel. De asemenea, este posibilă pasteurizarea caviarului pentru a permite păstrarea pe termen mai lung; procesul de pasteurizare schimbă însă ușor textura alimentului, și îi reduce acestuia valoarea economică și culinară.

## Terminologie
Potrivit Organizației pentru Alimentație și Agricultură, agenție specializată a Organizației Națiunilor Unite, icrele de pește care nu aparțin ordinului de pești osoși Acipenseriforme (inclusiv Acipenseridae) nu sunt caviar, ci "înlocuitori de caviar". Această poziție este adoptată și de Convenția privind Comerțul Internațional cu Specii Periclitate de Faună și Floră Salbatică și floră pe cale de dispariție, World Wide Fund for Nature, Serviciul Vamal al Statelor Unite și Franța.